# Флекерль

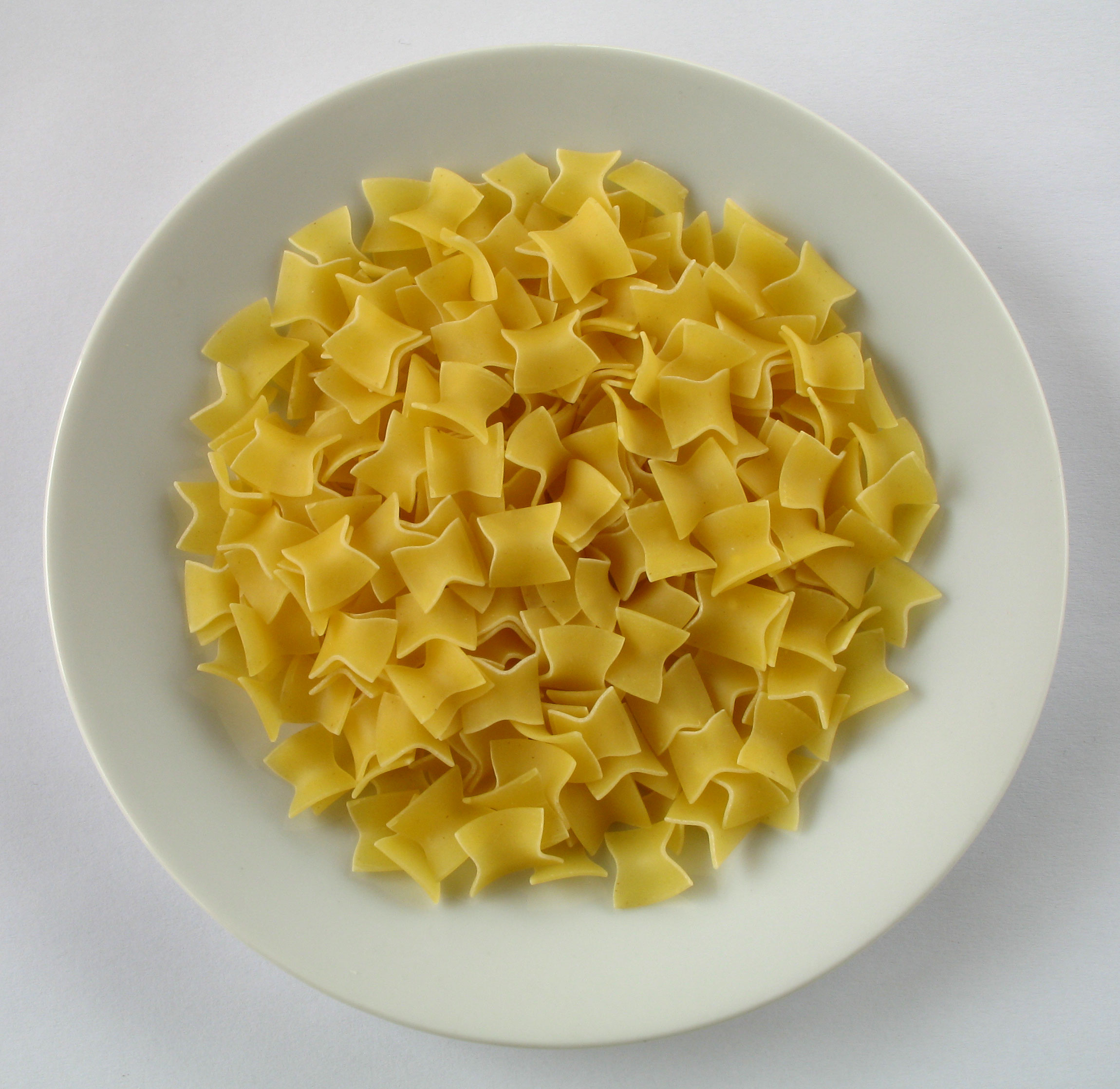
Флекерли

Флекерль, флекерли (нем. Fleckerl — «клочок, лоскутик» или Fleckerln во множественном числе) — австрийские макаронные изделия и традиционный ингредиент в австрийской кухне, например, в сочетании с ветчиной (шинкенфлекерль) или капустой (краутфлекерль).
Флекерли имеют квадратную или ромбовидную форму и нарезаются из раскатанного скалкой теста. От флекерлей происходит название богемских флеков. В итальянской кухне аналогичной формы макаронные изделия называются квадруччи, однако готовятся преимущественно без добавления яиц. В Баварии флекерли используются как засыпка для супа.